# William Exmew
Pour les articles homonymes, voir Exmew.
William Exmew (décédé à Londres le 19 juin 1535) est un moine Chartreux anglais martyr sous le règne d'Henri VIII. 

## Biographie
Brillant étudiant au Christ's College de Cambridge, un college dont il fut l'un des premiers étudiants,, William Exmew entre à la Chartreuse de Londres juste après en être diplômé. Homme capable il est à 28 ans le procurateur (responsable des affaires matérielles) du monastère. 
Au printemps 1535, avec 17 autres frères et 20 moines il est sommé par les émissaires d'Henri VIII de signer le serment de suprématie reconnaissant ainsi le roi comme chef suprême de l'Église. Avec sept frères laïcs et trois autres moines prêtres comme lui (dont Humphrey Middlemore et Sebastian Newdigate) il refuse. Il est alors emprisonné à la Prison de Newgate. On le laisse sans nourriture et sans soin espérant le faire céder. S'obstinant le 11 juin on le conduit à Westminster pour y être jugé pour trahison. Lors de son procès il nie les charges. Il est malgré tout condamné à mort. Quelques jours plus tard il est conduit à Tyburn pour y être exécuté. Il subit la peine réservée aux traîtres à savoir pendaison, éviscération et écartèlement.

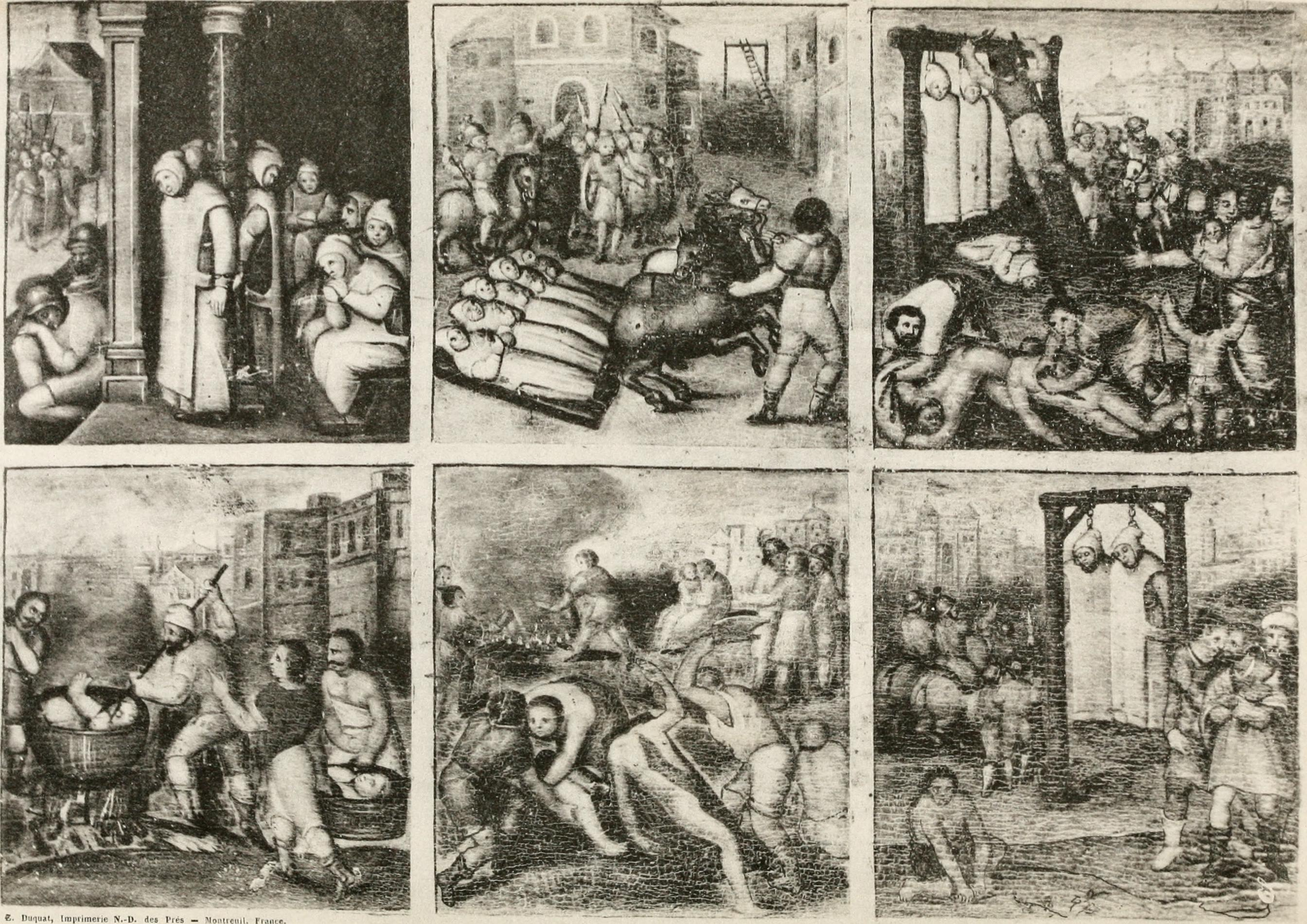
The martyrs of the London Charterhouse (the Carthusians left for starvation at the upper left edge)

## Sa vénération
Il est vénéré dans l'Église catholique romaine comme martyr et a été béatifié par le pape Léon XIII le 9 décembre 1886. Il est compté parmi les Cinquante-quatre martyrs anglais. Sa mémoire est le 19 juin.